# Фонтичеле (Изернија)
Фонтичеле је насеље у Италији у округу Изернија, региону Молизе.
Према процени из 2011. у насељу је живело 23 становника. Насеље се налази на надморској висини од 356 м.